# Callithomia alexirrhoë
Callithomia alexirrhoë är en fjärilsart som beskrevs av Bates 1862. Callithomia alexirrhoë ingår i släktet Callithomia och familjen praktfjärilar. Inga underarter finns listade i Catalogue of Life.